# Искија (Авелино)
Искија је насеље у Италији у округу Авелино, региону Кампанија.
Према процени из 2011. у насељу је живело 15 становника. Насеље се налази на надморској висини од 402 м.